# Els feliços anys vint
Els feliços anys vint fou el període de creixement econòmic i de no preocupació dels Estats Units dels anys 1920. El fenomen va estendre's per l'Europa capitalista de manera que l'expressió també canvia segons el país. Al Regne Unit són els "anys daurats", mentre que a França són els anys bojos (en francès,"années folles). Es pot trobar igualment golden twenties, feliços anys vint, les vint daurades, roaring twenties o bojos anys vint. Totes aquestes expressions designen una mateixa cosa, el model de la societat de consum que esdevé després de la Primera Guerra Mundial el model a seguir per als països capitalistes.

## Informació general
El terme "els feliços anys vint" es refereix a la dècada de 1920 als Estats Units i posa l'accent en la força de la societat, l'art i la cultura, després de la Primera Guerra Mundial, en la tornada a la normalitat, el president dels Estats Units, Warren Harding, utilitzat per a l'eslògan de les eleccions de 1920, torna a la política, flors de música de jazz, redefinint la dona d'avui, Art Deco va arribar al cim, i la caiguda de Wall Street el 1929 va marcar la fi d'aquesta època i va entrar a l'era de la Gran Depressió. A més, aquesta època es caracteritza per diversos descobriments d'invencions d'una gran importància, un creixement sense precedents de la fabricació i una acceleració de la demanda i les aspiracions dels consumidors, i canvis significatius en l'estil de vida.
Les fluctuacions de la societat, anomenades els 20 frenètics, van començar a Amèrica del Nord i es van difondre a Europa després de la Primera Guerra Mundial. Europa es va passar en aquest moment reconciliant la reconstrucció amb la guerra i amb enormes pèrdues humanes. L'economia dels Estats Units s'ha vinculat més de prop a la d'Europa. Quan Alemanya ja no era capaç de pagar la indemnització, Wall Street va invertir molt en deute europeu per mantenir l'economia europea com a gran mercat de consum de béns de producció massiva estatunidencs. A la meitat de la dècada, el desenvolupament econòmic es va disparar a el territori europeu, va provocar a Alemanya (també anomenada "República de Weimar"), al Regne Unit i a França, i es va donar a conèixer com els anys vint d'or a finals dels anys vint. A la França francòfona i al Canadà, també es diu l'era de la bogeria.
L'esperit dels vuitanta anys es caracteritza per les discontinuïtats de la modernitat i el sentit general de la destrucció de la tradició. Tot semblava viable a través de la tecnologia moderna impulsada per la cadena productiva de Taylor aplicada, per exemple, a l'automobilística Ford (fordisme). En particular, les noves tecnologies, com ara els automòbils, les pel·lícules i la ràdio, han plantat la "modernitat" a la majoria del públic. Es van retirar els extres formals, decoratius i extres per practicar-lo i estendre's a l'arquitectura i la vida quotidiana. Al mateix temps, l'entreteniment, la diversió i la lleugeresa es van incorporar al jazz i la dansa com a reacció a la por de la Primera Guerra Mundial, que encara es va mantenir als cors de les masses. Per tant, aquesta edat és de vegades anomenada edat del jazz.

## Economia
El frenesí dels anys vint serà vist com un moment de gran prosperitat econòmica impulsat per la introducció d'un ampli ventall de nous béns de consum. L'economia d'Amèrica del Nord, especialment dels Estats Units, va passar de l'economia del temps de guerra a l'economia de pau, cosa que va provocar un auge. Els Estats Units van reforçar la seva posició com a la potència més rica del món, la indústria manufacturera massiva i la societat va entrar en una era de consum massiu. D'altra banda, a Europa, que es va convertir en el principal camp de batalla de la Primera Guerra Mundial, la prosperitat econòmica no va començar fins al 1924.
Malgrat aquest avanç social, econòmic i tecnològic, la majoria dels afroamericans, els immigrants recents i els agricultors, i fins i tot la classe treballadora no es van veure molt afectats per aquest període. De fet, hi havia milions de persones que viuen per sota de la línia de pobresa de 2.000 dòlars per família per any.
La Gran Depressió té una línia entre els anys trenta i la noció d'un frenesí dels vint. L'estat ple d'esperança després de la Primera Guerra Mundial, que va començar els turbulents anys 20, va donar pas a la disminució de les dificultats econòmiques d'aquesta època.

### Recuperació de la pàtria
Després de la Primera Guerra Mundial, els soldats van tornar als Estats Units i al Canadà amb ingressos disponibles i el mercat estava esperant que nous productes els consumissin. Al principi, la disminució de la producció en temps de guerra va provocar una recessió curta però profunda, la recessió posterior a la Primera Guerra Mundial. No obstant això, les economies dels Estats Units i del Canadà es van recuperar aviat quan els soldats desplaçats van tornar com a mà d'obra i fàbriques per produir béns de consum.

### Política econòmica
Els anys vint van ser una dècada de consum massiu i de creixement econòmic, impulsats per les polítiques econòmiques de l'oferta. En el context polític de postguerra i post-progressivitat dels Estats Units, el règim republicà conservador va continuar durant tres termes. En els tres trimestres, van adoptar un enfocament central per establir una relació estreta entre el govern i les grans empreses. Quan el president Warren Harding va assumir el càrrec el 1921, l'economia del país es trobava al fons d'una recessió i la taxa d'atur va arribar al 20% després de la inflació maligna. Harding va proposar reduir els bons del govern, reduir els impostos, protegir els beneficis dels productes agrícoles i limitar la immigració. El Congrés va aprovar la major part de les polítiques de Harding. Aquestes polítiques han donat lloc al "boom" de l'era Coolidge. Un dels principals problemes liderats pels governs de Harding i Coolidge era reintegrar l'impost sobre la renda de les persones riques que es van criar a la Primera Guerra Mundial.
Es pensava que la forta càrrega fiscal dels rics frenaria l'economia i reduiria els ingressos fiscals. La reducció d'impostos va ser implementada pel govern de Coolidge. A més, Coolidge va bloquejar constantment la intervenció del govern en empreses privades. La gestió de Harding i Coolidge ha mantingut el creixement econòmic durant la major part de la dècada, però la confiança excessiva en aquest període ha provocat bombolles especulatives que en un futur tindran com a conseqüència un col·lapse borsari i la Gran Depressió. El paper del govern com a mediador i no com a actor va continuar en el govern d'Herbert Hoover. Quan el mercat borsari es va enfonsar al 1929, l'assessor econòmic de Hoover, Andrew Mellon, el considerava una operació potencialment sòlida del mercat. Hoover va instar els empresaris a respondre a la crisi mitjançant la seva consulta i coordinació.

## La prosperitat econòmica
Aquest període de prosperitat econòmica va ser propiciat, en part, gràcies a la Segona Revolució Industrial. La química, l'electricitat i el petroli aporten a poc a poc sectors nous com el cinema o la indústria de l'automòbil. Ford o General Motors es desenvolupen d'una manera frenètica. El teatre s'equipa per les novetats tècniques, fent augmentar els "box-office". La indústria automòbil decideix innovar introduint la producció en cadena que canvien els mètodes de treball: taylorisme,...

## Una nova societat

### Urbanització i urbanisme
Les ciutats es veuen d'un dia a l'altre víctimes de la urbanització creixent i relativament precoç. A la dècada dels 1920, la població urbana dels Estats Units ja supera la rural i es multiplica encara més creant els primers suburbis. La indústria automòbil hi contribueix notablement gràcies a les primeres carreteres estructurades entorn dels primers gratacels. Chicago esdevé llavors el punt de partida per aquests nous edificis.

### Consum de massa i publicitat
El poder adquisitiu de la nova classe mitjana va en augment. Es pot dedicar doncs a comprar compulsivament els objectes que la publicitat, en plena expansió, ven. S'idolatra l'objecte, aquest és el punt de mira dels desitjos. Tota aquesta febre respon a la necessitat d'esgotar els estocs acumulats per la Primera Guerra Mundial. Un nou fenomen, la competència, esdevé cada vegada més ferotge. Es liberalitzen tots els sectors. La societat assisteix a la creació de noves "necessitats de consum", aquelles que atenen als darrers esglaons de la piràmide de Maslow: necessitat d'estimar-se, d'aparentar i de pertànyer a un grup.

### La dona estatunidenca dels anys 1920
La literatura i el cinema vehiculen la imatge d'una nova dona estatunidenca: la "flapper", a França es traduirà per "à la garçonne" (en català, a l'estil noi). La "flapper"” és una dona en teoria independent, amb un pentinat curt, a l'estil noi (d'aquí el neologisme), que vesteix roba curta (les faldilles són el boom),... Fuma en públic com a signe de la seva emancipació, associant-li una imatge de rebel que es maquilla. Surt, balla el ball del xarleston, el black bottom o el lindy-hop.
Quant a les llars, la dona s'equipa de nous productes de confort que li simplifiquen la vida domèstica, ja que, per molt que es vulgui aparentar emancipada, segueix al servei del masclisme. Així les noves "màquines domèstiques" són sol·licitades per tot arreu. D'altra banda, es comença a qüestionar lentament el paper de la dona en el cercle familiar. S'ha de quedar a casa, o ha de treballar? Aquesta és la pregunta que es fan les dones de la dècada dels 1920. I gràcies a aquesta pregunta la dona dels 1930 ja treballa, cosa que crea un efecte de rebuig per part dels economistes de l'època. Comencen a teoritzar sobre els efectes negatius que té l'entrada de la dona en l'economia nacional.

### Desigualtats socials: els oblidats de la prosperitat
Certament, els anys 1920 són anys de prosperitat econòmica, però són també els anys del creixement de la desigualtat social. El moviment obrer es mobilitza cada vegada més. Emesa pel "miracle capitalista", la societat es pensa que també s'ha d'aplicar els principis del capitalisme de "laissez faire, laissez passer" (deixeu fer, deixeu passar). El resultat és un augment desproporcionat de la desigualtat. Paral·lelament, la Primera Guerra Mundial ha deixat Europa en la misèria. Aquest nou estil de vida "americà" l'única cosa que fa és anestesiar, per dir-ho d'alguna manera, la població, ja que l'atur segueix augmentant, els sectors de la vella indústria (de la primera revolució industrial) cauen en picat,...

## La cultura dels anys 20

### Música
Musicalment, és l'"era del jazz", del blues, del ragtime, del gospel i del swing. El trompetista Louis Armstrong, el cornetista King Oliver, el pianista Duke Ellington són elevats al rang de súper-estrelles. L'"estil Nova Orleans" fa furor sigui entre la població negra del sud pobre dels Estats Units com en el nord ric estatunidenc.

### Cinema
El cinema passa dels seus inicis "prehistòrics" per transformar-se en una verdadera indústria del consum. És l'"era de Hollywood". Unes 700 pel·lícules inunden anualment el mercat mundial. Tres quartes parts de les pel·lícules que es veuen a l'estranger venen dels Estats Units. Les grans companyies cinematogràfiques es van desenvolupant a ritme frenètic: Paramount Pictures, MGM, Warner Bros., United Artists...

### Art i literatura
En l'art domina el realisme i el naturalisme. L'escultura es deixa anar per la megalomania i el gegantisme. La literatura veu néixer una nova generació d'autors joves, és la Generació perduda. Així les obres literàries tradueixen els dubtes i la perplexitat d'una generació perduda per la Primera Guerra Mundial i l'anestesisme consumista postguerra.

## L'Amèrica xenòfoba, l'Europa racista
Els Estats Units passen sobtadament a una política aïllacionista. Per als estatunidencs, els Estats Units no han de ficar el nas en els assumptes europeus. El consum massiu aporta també una nova manera de comportar-se. Així la societat esdevé nombrilista. A poc a poc, les desigualtats socials alimentades amb aquest nombrilisme desemboquen en moviments xenòfobs i racistes. Estem davant de l'"America First" (eslògan a les eleccions del partit conservador republicà). Neixen així grups xenòfobs com el Ku Klux Klan que decideixen sortir a la nit i apallissar negres. Moguts per un nacionalisme xenòfob, propaguen l'eslògan del "Native, White, Protestant", és a dir, nadius blancs protestants. Tot aquest ambient porta a la "Prohibition" o, cosa que és el mateix, la prohibició de beure alcohol. Una política que resultarà tot un fracàs perquè l'única cosa que va aconseguir va ser el mercat negre, amb el qual es va crear el fenomen el gangsterisme (ex.: Al Capone és en els anys 1920 el gàngster més cercat dels EUA). Mentrestant, la situació a Europa no és gens millor. A Espanya el franquisme ha guanyat la Guerra Civil, a Portugal s'ha implantat també una dictadura dretana, mentre que Alemanya i Itàlia es deixen emportar per Mussolini i Hitler. A França també hi ha moviments xenòfobs que s'acompanyen dels britànics.

## El crac del 1929
Tot aquest creixement imparable va inflar els mercats financers. La manca de regulació i el creixent augment superflu de la borsa va esclatar finalment en l'anomenat crac del 1929. És una catàstrofe de caires encara imprevisibles a ulls de l'època. L'efecte dominó de la caiguda del Dow Jones deixa Europa estorada. El feixisme se n'aprofita per reclutar gent i a poc a poc el món camina cap a la Segona Guerra Mundial.